# Odd Eiwinn Hanssen
Odd Eiwinn Hanssen (Enebakk, 1917 – 13 settembre 1964) è stato un patologo e anatomista norvegese, noto per aver determinato la velocità di filtrazione in singoli glomeruli (single nephron glomerular filtration rate, SNGFR).

## Biografia
Hanssen è nato nel 1917 in Enebakk, un villaggio rurale a sud di Oslo, Norvegia. Si è laureato presso la Scuola di Medicina dell'Università di Oslo nel 1946, dopo un ritardo di un paio di anni, a causa degli eventi connessi con la seconda guerra mondiale. Nel 1943 i tedeschi chiusero l'Università e deportano molti studenti nei campi di concentramento in Germania. Come molti altri studenti, Hanssen fugge in Svezia, dove si unisce a una forza paramilitare di liberazione della Norvegia.
Dopo essersi laureato in medicina nel 1946, riceve vari incarichi brevi negli ospedali di Oslo e Tromsø. Nel 1948, riceve un incarico di 3 anni di ricerca nel Istituto di Ricerca della Difesa norvegese, lavorando presso il Dipartimento di Anatomia Patologica dell'Università di Oslo, che è stato presieduto dal professor Leiv Kreyberg. Nel 1951, è assunto nella sezione autopsia dell'istituto ospedaliero dove già prestava servizio. Diviene professore-assistente presso l'Università di Oslo nel 1951 e professore associato nel 1962.
Per il periodo dal 1960 al 1962, ha lavorato presso il Dipartimento di Patologia della State University di New York, Downtown Medical Center, presieduto dal Dr. Patrick J. Fitzgerald, per un internato nel Servizio di sanità pubblica degli Stati Uniti e successivamente in una posizione temporanea nel Electron Microscope Laboratory sotto la direzione del Dr. Lawrence Herman. Ha presentato la sua tesi nel 1961 ed è stato insignito del titolo di Dottore in Medicina (equivalente al dottorato di ricerca) nel 1962.
Hanssen è morto dopo una emorragia cerebrale nel 1964, lasciando la moglie, Ingebjørg, e due figlie adolescenti.